# Scalenus fasciatipennis
Scalenus fasciatipennis es una especie de escarabajo longicornio del género Scalenus, tribu Callichromatini, subfamilia Cerambycinae. Fue descrita científicamente por Waterhouse en 1885.

## Descripción
Mide 30-37 milímetros de longitud.

## Distribución
Se distribuye por Indonesia y Malasia.